# Nemanja Radonjić
Pour les articles homonymes, voir Radonjić.
Nemanja Radonjić (en serbe en écriture cyrillique : Немања Радоњић), né le 15 février 1996 à Niš en Serbie, est un footballeur international serbe qui évolue au poste d'ailier gauche à l'Étoile rouge de Belgrade.

## Biographie

### Enfance et formation
Né à Niš dans le sud de la Serbie, il grandit au sein d'une famille de footballeurs. Nemanja Radonjić évolue dans l’académie des jeunes de Radnički Niš durant ses premières années. Il joue auparavant en faveur des clubs locaux de Medijana et Železničar, où il fait ses premiers pas dans le football.
Formé au Partizan Belgrade, le joueur refuse d’y signer professionnel et rejoint la Roumanie et l’Academia Hagi en 2013.

### Carrière en club

#### AS Roma et prêts successifs (2014-2018)
Après six mois au FC Viitorul Constanța, l'académie de football de Gheorghe Hagi, Nemanja Radonjić signe un contrat de cinq ans avec l’AS Roma durant le mercato d'hiver de la saison 2013-2014, pour un transfert avoisinant les quatre millions d'euros. Il a alors 17 ans et est intégré aux équipes de jeunes du club italien. Cependant, il joue peu et se fait remarquer pour ses sorties nocturnes à répétition. Durant cette période compliquée sur un plan sportif et ne sachant pas parler italien, il peut compter sur le soutien d'un compatriote, devenu son ami, en la personne d'Adem Ljajić.
En 2014-2015, afin d'avoir plus de temps de jeu, il est prêté à Empoli FC alors entraîné par Maurizio Sarri. Mais, en raison d'un différend entre la Roma et Empoli, il ne dispute aucune minute. Il revient durant l'été 2015 dans le groupe professionnel de la Roma dirigé par Rudi Garcia.

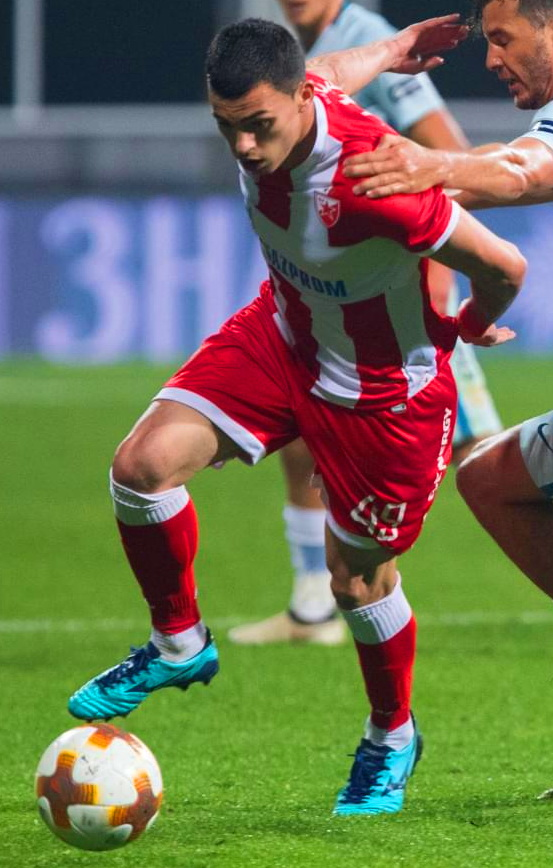
Radonjić sous le maillot de l'Étoile rouge de Belgrade en 2018.

Au début de l’année 2016, après deux ans sans jouer, il retourne en Serbie et est prêté au FK Čukarički durant six mois. De retour dans la capitale serbe, il affiche une forme physique très éloignée des exigences du haut niveau avec un poids de 89 kilos. L’entraîneur de Čukarički, Nenad Lalatović, le prend alors sous son aile durant les six premiers mois et lui fait jouer à nouveau quelques minutes sur le rectangle vert. En fin de saison, il a perdu près de 12 kilos mais c'est son attitude nonchalante sur le terrain qui est pointé du doigt par les observateurs en Serbie. Dès lors, son nouvel agent, Dejan Grgić, le reprend en main et décide de lui faire perdre de nouveau du poids. Pour cela, il lui fait adopter une hygiène de vie plus en adéquation avec le haut niveau. Il fait également appel à d’anciens joueurs réputés à l’image de Savo Milosević afin de le faire travailler individuellement en plus des entraînements collectifs quotidiens. Au total, en deux saisons de prêt au FK Čukarički, il joue 31 matchs pour 4 buts en première division serbe.  
Le 21 juillet 2017, Nemanja signe un contrat de cinq ans avec l’Étoile rouge de Belgrade, son club de cœur. Il est prêté officiellement jusqu’à l’été 2019 par les Giallorossi, date à laquelle son contrat avec l’AS Roma prend fin. Il marque son premier but en août 2017, lors du match retour de la Ligue Europa 2017-2018 et la victoire (2-1) contre le FK Krasnodar. En novembre 2017, il subit une fracture du métatarse lors du match contre Rad. De retour de blessure, le natif de Nis profite de cette campagne européenne pour empiler les titularisations, notamment face à Arsenal FC en phase de groupe et le CSKA Moscou en 16e de finale (0-0, 1-0). Il a marqué son premier but pour son club lors du match retour de la Ligue Europa lors de la victoire (2-1) contre le FK Krasnodar. Après avoir inscrit son but, il est allé fêter son but avec les supporters ultras du club belgradois, les Delije. En effet, très attaché aux ambiances chaudes, Nemanja est depuis tout jeune un fervent supporter de l'Étoile, il allait voir les matchs de son équipe dans la tribune Nord avec les Delije de Niš. En championnat, il inscrit quatre buts en cinq matchs, dont le dernier contre Voždovac qui sacre son équipe championne de Serbie. En constante progression depuis ces derniers mois, il est élu parmi les 11 meilleurs joueurs de la Super Liga serbe pour la saison 2017-2018. L’ailier de 22 ans sort son premier exercice plein, aussi bien sur la scène nationale (cinq buts et huit passes décisives en 28 matchs) qu’en Ligue Europa.
Le 25 juillet 2018, il inscrit un doublé lors du match aller du deuxième tour de qualification pour la Ligue des champions contre le FK Sūduva Marijampolė (3-0), après quoi il est également désigné joueur du match. Marquant en prolongation du match contre le Spartak Trnava le 14 août suivant, il assure la qualification pour la phase de groupe de la Ligue Europa 2018-2019 et obtient la possibilité de jouer le match de qualification pour la C1 contre le Red Bull Salzbourg.

#### Olympique de Marseille (depuis 2018)
Après avoir participé à la qualification de l'Étoile rouge de Belgrade pour la phase de poules de la Ligue des champions 2018-2019, Radonjić paraphe un contrat de cinq ans avec l'Olympique de Marseille contre une indemnité de 14 millions d'euros dont 2 millions de bonus éventuels, le 30 août 2018. Il retrouve Rudi Garcia, entraîneur principal de l'AS Roma quand il y évoluait avec les jeunes ou l'équipe réserve. Pour sa première saison au club, il prend part à vingt-deux rencontres toutes compétitions confondues, souvent en entrant en jeu en cours de match.
Radonjić inscrit son premier but marseillais le 24 novembre 2019, clôturant un succès à l'extérieur 0-2 contre le Toulouse FC en Ligue 1. La journée suivante, il marque de nouveau. L'OM, rejoint au score par le Stade brestois en fin de match, se dirige vers un nul mais sur la première action marseillaise après le but concédé, Radonjić repique dans l'axe et décoche une frappe imparable permettant aux siens de s'imposer de justesse sur le score de 2-1 au Vélodrome.

#### Prêt au Hertha BSC
Le 1er février 2021, Radonjić rejoint le club allemand du Hertha BSC en prêt jusqu’à la fin de la saison 2020-2021, une option d’achat d’un montant de 12,5 millions d’euros est ajoutée.

### Carrière internationale
Avec les moins de 17 ans, il se met en évidence en inscrivant un triplé lors d'un match amical contre la Biélorussie en septembre 2012.
Avec les moins de 19 ans, il inscrit deux buts lors des éliminatoires du championnat d'Europe des moins de 19 ans 2015, contre l'Arménie puis la Norvège. Il marque également lors de matchs amicaux, contre l'Ukraine puis le Monténégro.
Avec les espoirs, il participe à deux reprises au championnat d'Europe espoirs, en 2017 puis en 2019. Lors de l'édition 2017 organisée en Pologne, il joue deux matchs. Avec un bilan d'un match nul et deux défaites, la Serbie ne parvient pas à dépasser le premier tour. Lors de l'édition 2019 qui se déroule en Italie, il joue trois rencontres. Avec un bilan peu reluisant de trois défaites en trois matchs, dix buts encaissés et un seul but marqué, la Serbie est une nouvelle fois éliminée sans gloire au premier tour.
Longtemps décrit comme le « vilain garçon du football serbe », Nemanja Radonjić fait ses débuts avec l'équipe de Serbie A le 14 novembre 2017, lors d'un match amical face à la Corée du Sud, en remplaçant Andrija Živković à la 80e minute (match nul 1-1).
Le 1er juin 2018, le sélectionneur Mladen Krstajić inclut Radonjić dans son groupe de 23 joueurs serbes pour disputer la Coupe du monde 2018 en Russie. Resté sur le banc contre le Costa Rica (victoire 1-0), il entre en jeu en fin de match face à la Suisse (1-2) et au Brésil (0-2), mais ne peut empêcher l'élimination de son équipe dès la phase de poule.
Le 10 septembre 2019, il inscrit son premier but avec la Serbie, lors d'une rencontre face au Luxembourg rentrant dans le cadre des éliminatoires de l'Euro 2020 (victoire 1-3).
Le 11 novembre 2022, il est sélectionné par Dragan Stojković pour participer à la Coupe du monde 2022.

## Style de jeu
Ambidextre, Radonjic est le plus souvent aligné sur l’aile gauche, même s’il peut également évoluer à droite. Sa pointe de vitesse lui permet de faire la différence lorsque son équipe cherche à se projeter en contre. Mais ce n’est pas le seul atout de l’international serbe, loin d’être maladroit techniquement. Il n’hésite pas à percuter, à provoquer en un contre un, quitte à parfois faire le dribble de trop,. Il est surnommé NR7 en raison de son jeu de balle au pied souvent comparé à celui de Cristiano Ronaldo. 

## Statistiques

### Statistiques détaillées
Le tableau ci-dessous récapitule les statistiques de Nemanja Radonjić lors de sa carrière professionnelle en club :
| Saison                | Club                            | Championnat           | Championnat | Championnat | Championnat | Coupe nationale | Coupe nationale | Coupe nationale | Coupe de la Ligue | Coupe de la Ligue | Coupe de la Ligue | Supercoupe | Supercoupe | Supercoupe | Compétition(s) continentale(s) | Compétition(s) continentale(s) | Compétition(s) continentale(s) | Compétition(s) continentale(s) | Serbie | Serbie | Serbie | Total | Total | Total |
| Saison                | Club                            | Division              | M.          | B.          | P.d.        | M.              | B.              | P.d.            | M.                | B.                | P.d.              | M.         | B.         | P.d.       | Comp.                          | M.                             | B.                             | P.d.                           | M.     | B.     | P.d.   | M.    | B.    | P.d.  |
| 2015-2016             | FK Čukarički (prêt)             | Superliga             | 10          | 2           | 1           | -               | -               | -               | -                 | -                 | -                 | -          | -          | -          | -                              | -                              | -                              | -                              | -      | -      | -      | 10    | 2     | 1     |
| 2016-2017             | FK Čukarički (prêt)             | Superliga             | 17          | 2           | 0           | 3               | 0               | -               | -                 | -                 | -                 | -          | -          | -          | C3                             | 1                              | 0                              | 0                              | -      | -      | -      | 21    | 2     | 0     |
| Sous-total            | Sous-total                      | Sous-total            | 27          | 4           | 1           | 3               | 0               | 0               | -                 | -                 | -                 | -          | -          | -          | -                              | 1                              | 0                              | 0                              | -      | -      | -      | 31    | 4     | 1     |
| 2017-2018             | Étoile rouge de Belgrade (prêt) | Superliga             | 28          | 5           | 2           | 1               | 0               | 0               | -                 | -                 | -                 | -          | -          | -          | C3                             | 10                             | 2                              | 1                              | 3      | 0      | 0      | 42    | 7     | 3     |
| 2018-2019             | Étoile rouge de Belgrade        | Superliga             | -           | -           | -           | -               | -               | -               | -                 | -                 | -                 | -          | -          | -          | C1                             | 8                              | 4                              | 0                              | 2      | 0      | 0      | 10    | 4     | 0     |
| Sous-total            | Sous-total                      | Sous-total            | 28          | 5           | 2           | 1               | 0               | 0               | -                 | -                 | -                 | -          | -          | -          | -                              | 18                             | 6                              | 1                              | 5      | 0      | 0      | 52    | 11    | 3     |
| 2018-2019             | Olympique de Marseille          | Ligue 1               | 17          | 0           | 0           | 1               | 0               | 0               | -                 | -                 | -                 | -          | -          | -          | C3                             | 4                              | 0                              | 1                              | 6      | 0      | 0      | 28    | 0     | 1     |
| 2019-2020             | Olympique de Marseille          | Ligue 1               | 21          | 5           | 1           | 3               | 1               | 0               | 1                 | 0                 | 0                 | -          | -          | -          | -                              | -                              | -                              | -                              | 5      | 2      | 0      | 30    | 8     | 1     |
| 2020-2021             | Olympique de Marseille          | Ligue 1               | 12          | 2           | 1           | -               | -               | -               | -                 | -                 | -                 | 1          | 0          | 0          | C1                             | 2                              | 0                              | 0                              | 4      | 2      | 0      | 19    | 4     | 1     |
| 2021-2022             | Olympique de Marseille          | Ligue 1               | 1           | 0           | 0           | -               | -               | -               | -                 | -                 | -                 | -          | -          | -          | -                              | -                              | -                              | -                              | -      | -      | -      | 1     | 0     | 0     |
| Sous-total            | Sous-total                      | Sous-total            | 51          | 7           | 2           | 4               | 1               | 0               | 1                 | 0                 | 0                 | 1          | 0          | 0          | -                              | 6                              | 0                              | 1                              | 15     | 4      | 0      | 78    | 12    | 3     |
| 2020-2021             | Hertha Berlin (prêt)            | Bundesliga            | 12          | 1           | 2           | -               | -               | -               | -                 | -                 | -                 | -          | -          | -          | -                              | -                              | -                              | -                              | 2      | 0      | 2      | 14    | 1     | 4     |
| 2021-2022             | Benfica (prêt)                  | Liga ZON              | 6           | 0           | 0           | 2               | 0               | 0               | 2                 | 1                 | 0                 | -          | -          | -          | C1                             | 1                              | 0                              | 0                              | 13     | 1      | 1      | 24    | 2     | 1     |
| 2022-2023             | Torino FC (prêt)                | Serie A               | 28          | 2           | 2           | 2               | 2               | 1               | -                 | -                 | -                 | -          | -          | -          | -                              | -                              | -                              | -                              | 4      | 0      | 0      | 34    | 4     | 3     |
| 2023-2024             | Torino FC                       | Serie A               | 9           | 3           | 0           | 1               | 0               | 1               | -                 | -                 | -                 | -          | -          | -          | -                              | -                              | -                              | -                              | 5      | 0      | 0      | 15    | 3     | 1     |
| Sous-total            | Sous-total                      | Sous-total            | 37          | 5           | 2           | 3               | 2               | 2               | -                 | -                 | -                 | -          | -          | -          | -                              | -                              | -                              | -                              | 9      | 0      | 0      | 49    | 7     | 4     |
| 2023-2024             | RCD Majorque (prêt)             | La Liga               | 1           | 0           | 0           | 1               | 0               | 0               | -                 | -                 | -                 | -          | -          | -          | -                              | -                              | -                              | -                              | -      | -      | -      | 2     | 0     | 0     |
| Total sur la carrière | Total sur la carrière           | Total sur la carrière | 162         | 21          | 9           | 14              | 3               | 2               | 3                 | 1                 | 0                 | 1          | 0          | 0          | -                              | 26                             | 6                              | 2                              | 44     | 5      | 3      | 250   | 36    | 16    |

### Liste des matches internationaux
| Matches internationaux de Nemanja Radonjic | Matches internationaux de Nemanja Radonjic | Matches internationaux de Nemanja Radonjic    | Matches internationaux de Nemanja Radonjic | Matches internationaux de Nemanja Radonjic | Matches internationaux de Nemanja Radonjic | Matches internationaux de Nemanja Radonjic                                 |
|                                            | Date                                       | Lieu                                          | Adversaire                                 | Résultat                                   | Compétition                                | Notes                                                                      |
| ------------------------------------------ | ------------------------------------------ | --------------------------------------------- | ------------------------------------------ | ------------------------------------------ | ------------------------------------------ | -------------------------------------------------------------------------- |
| 1.                                         | 14 novembre 2017                           | Stade d'Ulsan Munsu, Ulsan, Corée du Sud      | Corée du Sud                               | 1 - 1                                      | Match amical                               | Entre en jeu à la place de Andrija Živković à la 80e minute de jeu.        |
| 2.                                         | 4 juin 2018                                | Stadion Graz-Liebenau, Graz, Autriche         | Chili                                      | 0 - 1                                      | Match amical                               | Titulaire et remplacé par Filip Kostić à la 61e minute de jeu.             |
| 3.                                         | 9 juin 2018                                | Stadion Graz-Liebenau, Graz, Autriche         | Bolivie                                    | 5 - 1                                      | Match amical                               | Entre en jeu à la place de Dušan Tadić à la 85e minute de jeu.             |
| 4.                                         | 22 juin 2018                               | Arena Baltika, Kaliningrad, Russie            | Suisse                                     | 1 - 2                                      | Coupe du monde 2018                        | Entre en jeu à la place de Luka Milivojević à la 81e minute de jeu.        |
| 5.                                         | 27 juin 2018                               | Otkrytie Arena, Moscou, Russie                | Brésil                                     | 0 - 2                                      | Coupe du monde 2018                        | Entre en jeu à la place de Filip Kostić à la 82e minute de jeu.            |
| 6.                                         | 7 septembre 2018                           | Stade LFF, Vilnius, Lituanie                  | Lituanie                                   | 0 - 1                                      | Ligue des nations                          | Entre en jeu à la place de Filip Kostić à la 90e minute de jeu.            |
| 7.                                         | 11 octobre 2018                            | Podgorica City Stadium, Podgorica, Monténégro | Monténégro                                 | 0 - 2                                      | Ligue des nations                          | Entre en jeu à la place de Aleksandar Mitrović à la 93e minute de jeu.     |
| 8.                                         | 14 octobre 2018                            | Stade Ilie Oană, Ploiești, Roumanie           | Roumanie                                   | 0 - 0                                      | Ligue des nations                          | Titulaire.                                                                 |
| 9.                                         | 17 novembre 2018                           | Stade du Partizan, Belgrade, Serbie           | Monténégro                                 | 2 - 1                                      | Ligue des nations                          | Entre en jeu à la place de Adem Ljajić à la 92e minute de jeu.             |
| 10.                                        | 20 mars 2019                               | Volkswagen-Arena, Wolfsbourg, Allemagne       | Allemagne                                  | 1 - 1                                      | Match amical                               | Entre en jeu à la place de Mijat Gaćinović à la 62e minute de jeu.         |
| 11.                                        | 25 mars 2019                               | Estádio da Luz, Lisbonne, Portugal            | Portugal                                   | 1 - 1                                      | Qualification Euro 2020                    | Entre en jeu à la place de Mijat Gaćinović à la 21e minute de jeu.         |
| 12.                                        | 10 septembre 2019                          | Stade Josy-Barthel, Luxembourg, Luxembourg    | Luxembourg                                 | 1 - 3                                      | Qualification Euro 2020                    | Entre en jeu à la place de Aleksandar Katai à la 46e minute de jeu.        |
| 13.                                        | 10 octobre 2019                            | Stadion Mladost, Kruševac, Serbie             | Paraguay                                   | 1 - 0                                      | Match amical                               | Titulaire.                                                                 |
| 14.                                        | 14 octobre 2019                            | Stade LFF, Vilnius, Lituanie                  | Lituanie                                   | 1 - 2                                      | Qualification Euro 2020                    | Titulaire.                                                                 |
| 15.                                        | 14 novembre 2019                           | Stade de l'Étoile rouge, Belgrade, Serbie     | Luxembourg                                 | 3 - 2                                      | Qualification Euro 2020                    | Entre en jeu à la place de Sergej Milinković-Savić à la 62e minute de jeu. |
| 16.                                        | 17 novembre 2019                           | Stade de l'Étoile rouge, Belgrade, Serbie     | Ukraine                                    | 2 - 2                                      | Qualification Euro 2020                    | Titulaire et remplacé par Sergej Milinković-Savić à la 82e minute de jeu.  |
| 17.                                        | 6 septembre 2020                           | Stade de l'Étoile rouge, Belgrade, Serbie     | Turquie                                    | 0 - 0                                      | Ligue des nations                          | Titulaire et remplacé par Filip Đuričić à la 92e minute de jeu.            |
| 18.                                        | 11 octobre 2020                            | Stade de l'Étoile rouge, Belgrade, Serbie     | Hongrie                                    | 1 - 0                                      | Ligue des nations                          | Entre en jeu à la place de Adem Ljajić à la 46e minute de jeu.             |
| 19.                                        | 15 novembre 2020                           | Stade Ferenc-Puskás, Budapest, Hongrie        | Hongrie                                    | 1 - 1                                      | Ligue des nations                          | Titulaire et remplacé par Dušan Vlahović à la 92e minute de jeu.           |
| 20.                                        | 18 novembre 2020                           | Stade de l'Étoile rouge, Belgrade, Serbie     | Russie                                     | 5 - 0                                      | Ligue des nations                          | Titulaire et remplacé par Dušan Vlahović à la 31e minute de jeu.           |
| 21.                                        | 27 mars 2021                               | Stade de l'Étoile rouge, Belgrade, Serbie     | Portugal                                   | 2 - 2                                      | Qualification mondial 2022                 | Entre en jeu à la place de Dušan Vlahović à la 46e minute de jeu.          |
| 22.                                        | 30 mars 2021                               | Stade olympique, Bakou, Azerbaijan            | Azerbaïdjan                                | 1 - 2                                      | Qualification mondial 2022                 | Titulaire et remplacé par Mihailo Ristić à la 86e minute de jeu.           |
| 23.                                        | 2 septembre 2021                           | Nagyerdei Stadion, Debrecen, Hongrie          | Qatar                                      | 0 - 4                                      | Match amical                               | Entre en jeu à la place de Darko Lazović à la 76e minute de jeu.           |
| 24.                                        | 4 septembre 2021                           | Stade de l'Étoile rouge, Belgrade, Serbie     | Luxembourg                                 | 4 - 1                                      | Qualification mondial 2022                 | Entre en jeu à la place de Dušan Tadić à la 91e minute de jeu.             |
| 25.                                        | 7 septembre 2021                           | Aviva Stadium, Dublin, Irlande                | République d'Irlande                       | 1 - 1                                      | Qualification mondial 2022                 | Entre en jeu à la place de Filip Đuričić à la 70e minute de jeu.           |
| 26.                                        | 9 octobre 2021                             | Stade de Luxembourg, Luxembourg, Luxembourg   | Luxembourg                                 | 0 - 1                                      | Qualification mondial 2022                 | Entre en jeu à la place de Filip Đuričić à la 46e minute de jeu.           |
| 27.                                        | 13 octobre 2021                            | Stade de l'Étoile rouge, Belgrade, Serbie     | Azerbaïdjan                                | 3 - 1                                      | Qualification mondial 2022                 | Entre en jeu à la place de Filip Kostić à la 75e minute de jeu.            |
| 28.                                        | 11 novembre 2021                           | Stade de l'Étoile rouge, Belgrade, Serbie     | Qatar                                      | 4 - 0                                      | Match amical                               | Titulaire.                                                                 |
| 29.                                        | 14 novembre 2021                           | Estádio da Luz, Lisbonne, Portugal            | Portugal                                   | 1 - 2                                      | Match amical                               | Entre en jeu à la place de Andrija Živković à la 69e minute de jeu.        |

### Buts internationaux
|     | Date              | Sél. | Lieu                                        | Adversaire | Résultat | Score | Détail | Compétition                   |
| --- | ----------------- | ---- | ------------------------------------------- | ---------- | -------- | ----- | ------ | ----------------------------- |
| 1er | 10 septembre 2019 | 12   | Stade Josy Barthel, Luxembourg (Luxembourg) | Luxembourg | 1-3      | 0-2   | 55e    | Éliminatoires Euro 2020       |
| 2e  | 14 novembre 2019  | 15   | Stade de l'Étoile rouge, Belgrade (Serbie)  | Luxembourg | 3-2      | 3-1   | 70e    | Éliminatoires Euro 2020       |
| 3e  | 15 novembre 2020  | 19   | Stade Puskás, Budapest (Hongrie)            | Hongrie    | 1-1      | 0-1   | 17e    | Ligue des Nations B 2020-2021 |
| 4e  | 18 novembre 2020  | 20   | Stade de l'Étoile rouge, Belgrade (Serbie)  | Russie     | 5-0      | 1-0   | 10e    | Ligue des Nations B 2020-2021 |

## Palmarès

### En club

#### Étoile rouge de Belgrade
- Championnat de Serbie (1) :
  - Vainqueur : 2018.

#### Olympique de Marseille
- Ligue 1 :
  - Vice-champion : 2020.

- Trophée des champions :
  - Finaliste : 2020.

### Distinctions personnelles
En 2016, il est élu meilleur espoir serbe de l’année.
En 2018, il est élu parmi les onze meilleurs joueurs du championnat de Serbie.
Il est membre de l'équipe type du championnat de Serbie pour la saison 2017-2018.